# Stazione di Cesate
Stazione di Cesate vasútállomás Olaszországban, Lombardia régióban, Cesate településen.

## Vasútvonalak
Az állomást az alábbi vasútvonalak érintik:
- Milánó–Saronno-vasútvonal

## Kapcsolódó állomások
A vasútállomáshoz az alábbi állomások vannak a legközelebb:
- Cesate old railway stop
- Caronno Pertusella railway station